# Saint-Martin-Curton
Saint-Martin-Curton is een gemeente in het Franse departement Lot-et-Garonne (regio Nouvelle-Aquitaine) en telt 279 inwoners (2005). De plaats maakt deel uit van het arrondissement Nérac.

## Geografie
De oppervlakte van Saint-Martin-Curton bedraagt 38,7 km², de bevolkingsdichtheid is 7,2 inwoners per km².
De onderstaande kaart toont de ligging van Saint-Martin-Curton met de belangrijkste infrastructuur en aangrenzende gemeenten.

## Demografie
Onderstaande figuur toont het verloop van het inwonertal (bron: INSEE-tellingen).